# I-F

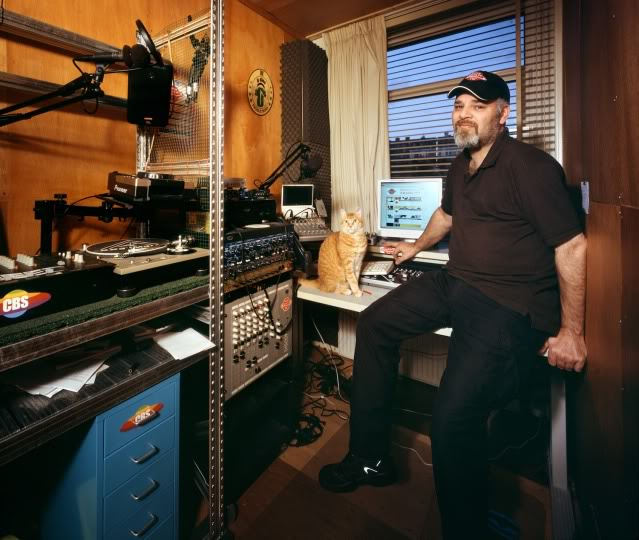
Ferenc van der Sluijs (2011)

I-F (Abkürzung für Interference, Interferenz oder Störung) ist das bekannteste Projekt des niederländischen Musikers und DJs Ferenc van der Sluijs aus Den Haag. Er veröffentlichte auch unter Pseudonymen wie Beverly Hills 808303, HOTT und Interr-Ference.

## Werdegang
Gemeinsam mit Menno van Os, Guy Tavares und Jan Duivenvoorden veröffentlichte van der Sluijs unter dem Namen Unit Moebius harten Acid Techno. Es erschienen mehr als 20 Alben auf Labels wie Bunker Records, Acid Planet und Disko B.
Die Single Space Invaders Are Smoking Grass (1997) erfuhr zahlreiche Remixe und gilt vielfach als Initialzündung für die Musikrichtung Electroclash. Im April 2001, vier Jahre nach Veröffentlichung, stieg der Electro-Track für eine Woche auf Platz 97 der deutschen Single-Charts.
Das erste Solo-Album als I-F mit dem Titel Fucking Consumer erschien 1998 auf Disko B. Die ab 2006 auf Atlantik Wall Records in 18 Stücken veröffentlichten Lost Tracks For Lost Minds wurden 2007 als 6-fach-Vinyl zusammengefasst.

## Diskografie (Auswahl)
- 1998: I-F – Fucking Consumer (Disko B)
- 1999: I-F – The Man from P.A.C.K. (Disko B)
- 2006: I-f – Mixed Up In The Hague Vol. 1 (DJ-Mix, Panama Racing)
- 2006: I-f – Mixed Up In The Hague Vol. 2 (DJ-Mix, Panama Racing)
- 2007: I-f – Lost Tracks For Lost Minds (6-fach LP, Atlantik Wall Records)